# Was (substantie)

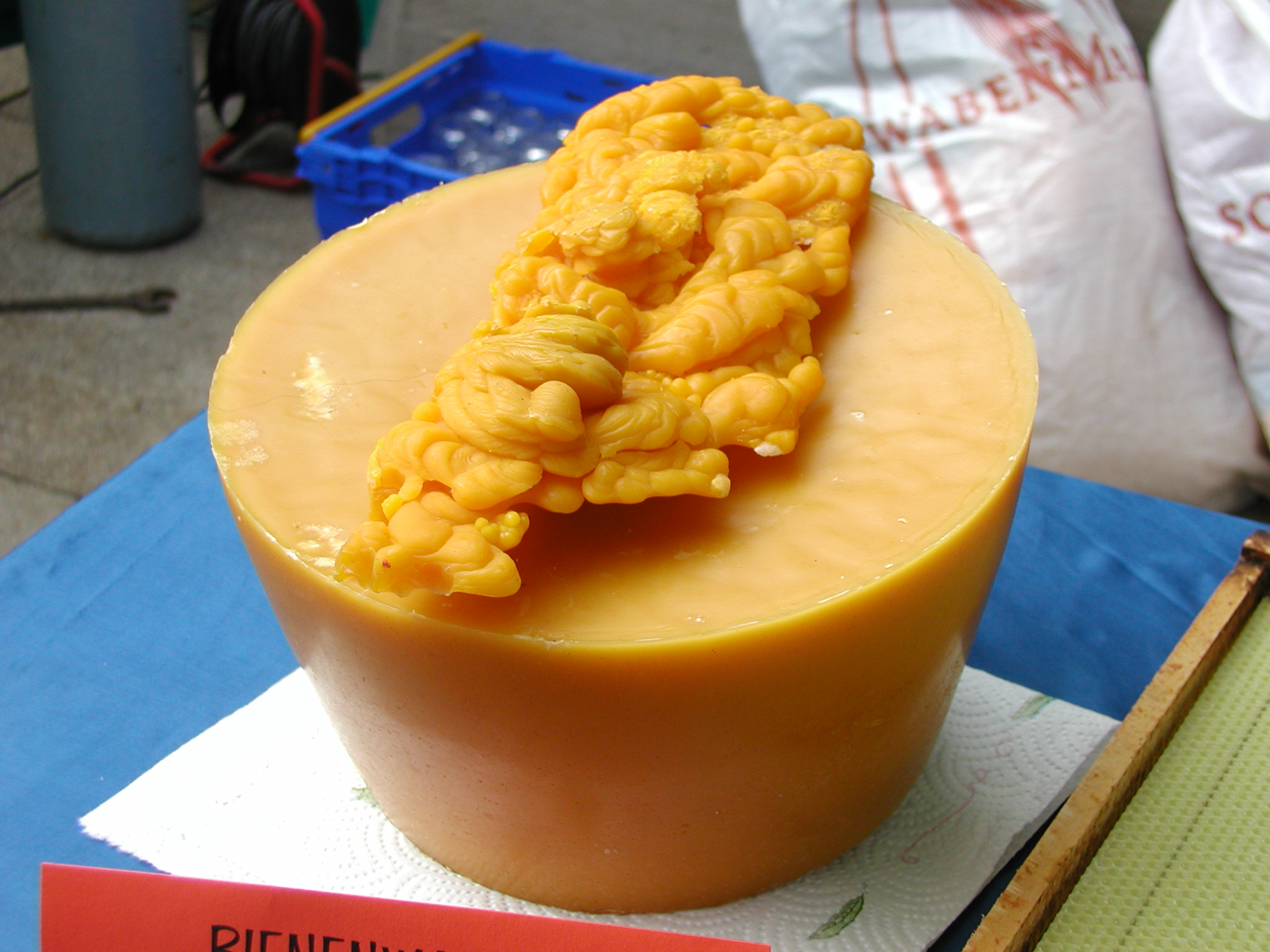
Bijenwas

Onder was wordt een groep vetachtige stoffen verstaan die bij iets boven de 40 °C smelten en dan een vloeistof vormen van lage viscositeit. Ze zijn vrijwel niet oplosbaar in water maar wel in organische, niet-polaire oplosmiddelen. Was is een organisch-biologisch product, bestaande uit (een mengsel van) esters van wasalcoholen (hogere alkanolen en diolen) en waszuren (alkaan-carbonzuren met 24–34 koolstofatomen). Ongezuiverde wassen bevatten in de regel nog aanzienlijke hoeveelheden vrij zuur, vrije alcohol en dikwijls ook sterolen en (hogere) alkanen.
Wassen hebben meestal ongeveer de volgende eigenschappen:
- kneedbaar
- vetachtig
- een hoog smeltpunt
- niet mengbaar met water (hydrofoob)
- geen smelttraject (één smeltpunt)

Wassen zijn grofweg in twee groepen te verdelen: natuurlijke wassen en minerale wassen.

## Natuurlijke wassen
Dit zijn stoffen die (grotendeels) uit andere esters bestaan dan vetten. Vetten bestaan uit triglyceriden, dat wil zeggen esters van glycerine en vetzuren.
- bijenwas
- carnaubawas
- candelillawas
- schellak
- de substantie waarmee sommige planten zichzelf beschermen door een cuticula

Ook sommige stoffen die vet of olie worden genoemd, worden onder de wassen ingedeeld:
- jojoba-olie
- wolvet ofwel lanoline
- walschot alias spermaceti

## Minerale wassen
Meestal bestaande uit hogere alkanen, al dan niet met diverse onzuiverheden. Voorbeelden zijn:
- vaseline
- paraffine
- ozokeriet
- petroleumwas
- montaanwas
- ceresine
- kerogeen (aardwas)

## Toepassingen
Het gebruik van wassen is legio. Voorbeelden ervan zijn:
- Onderhoudsproducten als boenwas, meubelwas, autowas, schoensmeer
- Als medium in waskrijt, kleurpotloden en speelklei
- Als brandstof in kaarsen
- In cosmetica
- Bij het gieten van kunstwerken en metalen precisiegietwerk volgens de verlorenwasmethode (cire perdue)
- Als beschermer en conservaat om kaas